# Prêmios Screen Actors Guild 2020
Os Prémios Screen Actors Guild 2020 (no original, em inglês, 26th Screen Actors Guild Awards) foi o 26.º evento promovido pelo sindicato americano de atores Screen Actors Guild no qual foram premiados os melhores atores e atrizes e também elencos em cinema e televisão de 2019. Os prêmios foram entregues no dia 19 de janeiro de 2020.
Os nomeados nas diversas categorias foram anunciados por America Ferrera e Danai Gurira em 11 de dezembro de 2019.

## Vencedores e indicados

### Prémio Screen Actors Guild Life Achievement
- Robert De Niro

### Cinema
| Melhor Ator Joaquin Phoenix – Joker como Arthur Fleck / Coringa - Christian Bale – Ford v Ferrari como Ken Miles - Leonardo DiCaprio – Once Upon a Time in Hollywood como Rick Dalton - Adam Driver – Marriage Story como Charlie Barber - Taron Egerton – Rocketman como Elton John | Melhor Atriz Renée Zellweger – Judy como Judy Garland - Cynthia Erivo – Harriet como Harriet Tubman - Scarlett Johansson – Marriage Story como Nicole Barber - Lupita Nyong'o – Us como Adelaide Wilson - Charlize Theron – Bombshell como Megyn Kelly                      |
| Melhor Ator Coadjuvante Brad Pitt – Once Upon a Time in Hollywood como Cliff Booth - Jamie Foxx – Just Mercy como Walter McMillian - Tom Hanks – A Beautiful Day in the Neighborhood como Fred Rogers - Al Pacino – The Irishman como Jimmy Hoffa - Joe Pesci – The Irishman como Russell Bufalino | Melhor Atriz Coadjuvante Laura Dern – Marriage Story como Nora Fanshaw - Scarlett Johansson – Jojo Rabbit como Rosie Betzler - Nicole Kidman – Bombshell como Gretchen Carlson - Jennifer Lopez – Hustlers como Ramona Vega - Margot Robbie – Bombshell como Kayla Pospisil |
| Melhor Elenco Gisaengchung (Parasite) – Cho Yeo-jeong, Choi Woo-shik, Jang Hye-jin, Jung Hyun-joon, Jung Ziso, Lee Jung-eun, Lee Sun-kyun, Park Myung-hoon, Park So-dam e Song Kang-ho - Once Upon a Time in Hollywood – Austin Butler, Julia Butters, Bruce Dern, Leonardo DiCaprio, Dakota Fanning, Emile Hirsch, Damian Lewis, Mike Moh, Timothy Olyphant, Al Pacino, Luke Perry, Brad Pitt, Margaret Qualley e Margot Robbie - Bombshell – Connie Britton, Allison Janney, Nicole Kidman, John Lithgow, Malcolm McDowell, Kate McKinnon, Margot Robbie e Charlize Theron - The Irishman – Bobby Cannavale, Robert De Niro, Stephen Graham, Harvey Keitel, Al Pacino, Anna Paquin, Joe Pesci e Ray Romano - Jojo Rabbit – Alfie Allen, Roman Griffin Davis, Scarlett Johansson, Thomasin McKenzie, Stephen Merchant, Sam Rockwell, Taika Waititi e Rebel Wilson | |
| Melhor Elenco de Dublês Avengers: Endgame - Ford v Ferrari - The Irishman - Joker - Once Upon a Time in Hollywood | |

### Televisão
| Melhor Ator em Minissérie ou Filme para Televisão Sam Rockwell – Fosse/Verdon como Bob Fosse - Mahershala Ali – True Detective como Wayne Hays - Russell Crowe – The Loudest Voice como Roger Ailes - Jared Harris – Chernobyl como Valery Legasov - Jharrel Jerome – When They See Us como Korey Wise | Melhor Atriz em Minissérie ou Filme para Televisão Michelle Williams – Fosse/Verdon como Gwen Verdon - Patricia Arquette – The Act como Dee Dee Blanchard - Toni Collette – Unbelievable como Det. Grace Rasmussen - Joey King – The Act como Gypsy Blanchard - Emily Watson – Chernobyl como Ulana Khomyuk                                 |
| Melhor Ator em Série Dramática Peter Dinklage – Game of Thrones como Tyrion Lannister - Sterling K. Brown – This Is Us como Randall Pearson - Steve Carell – The Morning Show como Mitch Kessler - Billy Crudup – The Morning Show como Cory Ellison - David Harbour – Stranger Things como Jim Hopper | Melhor Atriz em Série Dramática Jennifer Aniston – The Morning Show como Alex Levy - Helena Bonham Carter – The Crown como Margarida, Condessa de Snowdon - Olivia Colman – The Crown como Isabel II do Reino Unido - Jodie Comer – Killing Eve como Villanelle / Oksana Astankova - Elisabeth Moss – The Handmaid's Tale como June Osborne |
| Melhor Ator em Série de Comédia Tony Shalhoub – The Marvelous Mrs. Maisel como Abraham "Abe" Weissman - Alan Arkin – The Kominsky Method como Norman Newlander - Michael Douglas – The Kominsky Method como Sandy Kominsky - Bill Hader – Barry como Barry Berkman / Barry Block - Andrew Scott – Fleabag como O Padre | Melhor Atriz em Série de Comédia Phoebe Waller-Bridge – Fleabag como Fleabag - Christina Applegate – Dead to Me como Jen Harding - Alex Borstein – The Marvelous Mrs. Maisel como Susie Myerson - Rachel Brosnahan – The Marvelous Mrs. Maisel como Miriam "Midge" Maisel - Catherine O'Hara – Schitt's Creek como Moira Rose               |
| Melhor Elenco em Série Dramática The Crown – Marion Bailey, Helena Bonham Carter, Olivia Colman, Charles Dance, Ben Daniels, Erin Doherty, Charles Edwards, Tobias Menzies, Josh O'Connor, Sam Phillips, David Rintoul, Jason Watkins - Big Little Lies – Iain Armitage, Darby Camp, Chloe Coleman, Cameron Crovetti, Nicholas Crovetti, Laura Dern, Martin Donovan, Merrin Dungey, Crystal Fox, Ivy George, Nicole Kidman, Zoë Kravitz, Kathryn Newton, Jeffrey Nordling, Denis O'Hare, Adam Scott, Alexander Skarsgård, Douglas Smith, Meryl Streep, James Tupper, Robin Weigert, Reese Witherspoon e Shailene Woodley - Game of Thrones – Alfie Allen, Jacob Anderson, Pilou Asbæk, John Bradley-West, Gwendoline Christie, Emilia Clarke, Nikolaj Coster-Waldau, Ben Crompton, Liam Cunningham, Joe Dempsie, Peter Dinklage, Richard Dormer, Nathalie Emmanuel, Jerome Flynn, Iain Glen, Kit Harington, Lena Headey, Isaac Hempstead Wright, Conleth Hill, Kristofer Hivju, Rory McCann, Hannah Murray, Staz Nair, Daniel Portman, Bella Ramsey, Richard Rycroft, Sophie Turner, Rupert Vansittart, Maisie Williams e Carice van Houten - The Handmaid's Tale – Alexis Bledel, Madeline Brewer, Amanda Brugel, Ann Dowd, O. T. Fagbenle, Joseph Fiennes, Kristen Gutoskie, Nina Kiri, Ashleigh LaThrop, Elisabeth Moss, Yvonne Strahovski, Bahia Watson, Bradley Whitford e Samira Wiley - Stranger Things – Millie Bobby Brown, Cara Buono, Jake Busey, Natalia Dyer, Cary Elwes, Priah Ferguson, Brett Gelman, David Harbour, Maya Hawke, Charlie Heaton, Andrey Ivchenko, Joe Keery, Gaten Matarazzo, Caleb McLaughlin, Dacre Montgomery, Michael Park, Francesca Reale, Winona Ryder, Noah Schnapp, Sadie Sink e Finn Wolfhard | |
| Melhor Elenco em Série de Comédia The Marvelous Mrs. Maisel – Caroline Aaron, Alex Borstein, Rachel Brosnahan, Marin Hinkle, Kevin Pollak, Tony Shalhoub, Brian Tarantina, Michael Zegen, Stephanie Hsu, Joel Johnstone, Jane Lynch, Leroy McClain e Matilda Szydagis - Barry – Darrell Britt-Gibson, D'Arcy Carden, Andy Carey, Anthony Carrigan, Rightor Doyle, Alejandro Furth, Sarah Goldberg, Bill Hader, Kirby Howell-Baptiste, John Pirruccello, Stephen Root, Henry Winkler, Nikita Bogolyubov, Troy Caylak, Patricia Fa'Asua, Nick Gracer e Michael Irby - Fleabag – Sian Clifford, Olivia Colman, Brett Gelman, Bill Paterson, Andrew Scott e Phoebe Waller-Bridge - The Kominsky Method – Jenna Lyng Adams, Alan Arkin, Sarah Baker, Casey Thomas Brown, Michael Douglas, Graham Rogers, Melissa Tang, Nancy Travis, Lisa Edelstein, Paul Reiser e Jane Seymour - Schitt's Creek – Chris Elliott, Emily Hampshire, Dan Levy, Eugene Levy, Sarah Levy, Dustin Milligan, Annie Murphy, Catherine O'Hara, Noah Reid, Jennifer Robertson e Karen Robinson | |
| Melhor Elenco de Dublês Game of Thrones - GLOW - Stranger Things - The Walking Dead - Watchmen | |